# Mitriostigma
Mitriostigma es un género   de plantas fanerógamas perteneciente a la familia de las rubiáceas. Comprende 7 especies descritas y de estas, solo 5 aceptadas.
Es nativa del centro y sur de África tropical.

## Taxonomía
El género fue descrito por Christian Ferdinand Friedrich Hochstetter y publicado en Flora 25: 235. 1842.

## Especies aceptadas
A continuación se brinda un listado de las especies del género Mitriostigma aceptadas hasta mayo de 2015, ordenadas alfabéticamente. Para cada una se indica el nombre binomial seguido del autor, abreviado según las convenciones y usos.	
- Mitriostigma axillare Hochst. (1842).
- Mitriostigma barteri Hook.f. ex Hiern in D.Oliver & auct. suc. (eds.) (1877).
- Mitriostigma greenwayi Bridson (1979).
- Mitriostigma monocaule Sonké & Dessein
- Mitriostigma usambarense Verdc. (1987).